# Always on Your Side
Always on Your Side è un singolo della cantante statunitense Sheryl Crow, pubblicato nel 2006 ed estratto dall'album Wildflower.
Mentre nella versione originale su disco il brano è interpretato solo da Sheryl Crow, nella versione radiofonica ("radio edit"), la canzone vede la partecipazione del cantante britannico Sting.

## Tracce
Testi e musiche di Sheryl Crow.
1. Always on Your Side – 4:11

## Video
Il videoclip della canzone è stato diretto da Nigel Dick.